# Верхня Вільхова
Ве́рхня Вільхова́ — село в Україні, у Станично-Луганській селищній громаді Щастинського району Луганської області. Населення становить 464 осіб. Колишній орган місцевого самоврядування — Вільхівська сільська рада.

## Географія
Географічні координати: 48°45' пн. ш. 39°32' сх. д. Загальна площа села — 2,9 км².
Село розташоване у східній частині Донбасу за 15 км від центру громади. Найближча залізнична станція — Вільхова, за 13 км. Селом тече річка Верхньо-Ольхова.

## Історія
Населений пункт засновано в середині XVIII століття донськими козаками, селянами з Правобережної України та центральних губерній Російської імперії.
У другій половині XIX століття у Верхній Вільховій нараховувалося 349 дворів, де проживало 397 чоловіків та 418 жінок.
У 1932–1933 роках Верхньовільхівська сільська рада постраждала від Голодомору. За свідченнями очевидців кількість померлих склала щонайменше 55 осіб, імена яких встановлено.
Наприкінці 1960-х років у селі діяли середня і початкова школи, 2 бібліотеки та 2 клуби.
Упродовж війни на сході України село потрапило до зони бойових дій. 10 лютого 2015 року село Верхня Вільхова було тричі обстріляне з РСЗВ «Град» із боку Росії.

## Населення
За даними перепису 2001 року населення села становило 464 особи, з них 4,74% зазначили рідною мову українську, 94,83% — російську, а 0,43% — іншу.